# Lijst van voetbalinterlands Bangladesh - Maleisië (vrouwen)
Deze lijst van voetbalinterlands is een overzicht van alle officiële voetbalinterlands tussen de nationale vrouwenteams van Bangladesh en Maleisië. De landen hebben tot nu toe drie keer tegen elkaar gespeeld.

## Wedstrijden
| № | Plaats  | Datum            | Competitie        | Wedstrijd             | Uitslag |
| - | ------- | ---------------- | ----------------- | --------------------- | ------- |
| 1 | Kallang | 17 februari 2017 | Vriendschappelijk | Maleisië − Bangladesh | 2 − 1   |
| 2 | Dhaka   | 23 juni 2022     | Vriendschappelijk | Bangladesh − Maleisië | 6 − 0   |
| 3 | Dhaka   | 26 juni 2022     | Vriendschappelijk | Bangladesh − Maleisië | 0 − 0   |

## Samenvatting
| Competitie        | Totaal gespeeld | Winst Bangladesh | Gelijk | Winst Maleisië | Doelsaldo Bangladesh – Maleisië |
| ----------------- | --------------- | ---------------- | ------ | -------------- | ------------------------------- |
| Vriendschappelijk | 3               | 1                | 1      | 1              | 7 − 2                           |
| Totaal            | 3               | 1                | 1      | 1              | 7 − 2                           |